# Pierre Maisonneuve
 (janvier 2023).
Si vous disposez d'ouvrages ou d'articles de référence ou si vous connaissez des sites web de qualité traitant du thème abordé ici, merci de compléter l'article en donnant les références utiles à sa vérifiabilité et en les liant à la section « Notes et références ».
Pour les articles homonymes, voir Maisonneuve.
Pierre Maisonneuve C.M  (né le 2 juin 1942) est un journaliste, un animateur de télévision et un animateur de radio québécois.

## Biographie
Né dans une famille de dix enfants, son père est un menuisier-charpentier. Il lui apprend tout sur l'histoire du Québec et la politique québécoise.
Il s'inscrit au collège des annonceurs à la suggestion de ses amis. Après ses cours, il travaille à Cornwall et devient disc-jockey, puis présentateur de nouvelles.
Il est journaliste depuis 1964 et il a travaillé pour Radio-Canada (SRC) de 1971 à 2012. Il est également l'auteur d'ouvrages biographiques sur Jean-Claude Turcotte, Michel Dumont et Marc Ouellet. Il a couvert plusieurs thèmes de l'actualité: politique, société, économie, science et culture.
Ses reportages l'ont fait voyager dans plusieurs pays : Burkina Faso, États-Unis, Israël-Palestine, Japon, Mali et Royaume-Uni. Il n'a jamais été correspondant étranger ayant mis sa famille en priorité.
Maisonneuve a animé plusieurs émissions de télévision pour la SRC et pour le Réseau de l'information (RDI) : Actualités, Découverte, Enjeux, Point de presse et Maisonneuve à l'écoute.Il est reconnu pour sa grande objectivité et la rigueur de ses entrevues.
Maisonneuve quitte la télévision pour passer à la radio en 2003, donnant la place à l'animateur Bernard Drainville et son émission La Part des choses. De 2003 à 2012, il anime la tribune téléphonique Maisonneuve en direct. En 2012, il quitte la SRC pour la retraite et se joint à radio Ville-Marie pour y animer l'émission Maisonneuve à la Une jusqu'en 2015.Il est conférencier invité sur plusieurs panels notamment sur l’avenir des médias au Canada.Il s’implique également auprès de La Maison Des Enfants de l’île de Montréal, organisme qui se dévoue à l’assistance et aux développement académique des enfants du primaire.
En 2006, il devient le président d'honneur du prix Saint-Pacôme du roman policier.
Son fils, Vincent Maisonneuve, est également journaliste à l'emploi de la Société Radio-Canada depuis 2001.
Pierre Maisonneuve C.M. fut nommé membre de l’ordre du Canada en février 2018 par son excellence,la Gouverneure générale du Canada, Julie Payette, pour souligner sa contribution au journalisme et au monde des communications.